# 筑波駅
筑波駅（つくばえき）は、茨城県筑波郡筑波町（現・つくば市）沼田にあった、筑波鉄道筑波線の駅（廃駅）。
筑波線の主要駅の一つであり、営業当時は筑波山の玄関口として観光客で賑わっていた。また、駅前から筑波山方向（県道42号方面）へ伸びる道路には筑波山神社の鳥居が建てられ、現在も駅前通りの面影を残している。

## 歴史
- 1918年（大正7年）
  - 4月17日：筑波鉄道 (初代)の駅として開業。なお、車両不足のため当時は土浦 - 当駅間のみの運転だった[2]。
  - 6月7日：当駅 - 真壁間営業開始[5]。
- 1926年（大正15年）6月29日：待合室を増築[1]。
- 1960年（昭和35年）度：構内踏切を新設[1]。
- 1965年（昭和40年）6月1日：会社合併に伴い、関東鉄道の駅となる[6]。
- 1967年（昭和42年）5月18日：木造駅舎をコンクリート製駅舎に改築、この日から使用開始[1]。
- 1979年（昭和54年）4月1日：事業譲渡に伴い、筑波鉄道の駅となる[6]。
- 1981年（昭和56年）8月12日：貨物営業廃止[1]。
- 1987年（昭和62年）4月1日：筑波線の廃線に伴い廃止[3]。

## 駅構造
駅舎側の単式ホームの1番線と島式ホームの2・3番線から成る、2面3線の地上駅であった。晩年のホーム上屋は鉄骨構造であった。構内踏切があり、旅客はこの踏切を渡って、駅舎側と島式ホームを移動する形となっていた。

## 現状
廃止後、長い間ホームと上屋がそのまま残されたが、取り壊された後、土浦方に筑波鉄道廃線跡を利用したサイクリングロード「つくば霞ヶ浦りんりんロード」（茨城県道505号桜川土浦潮来自転車道線）の休憩所が設置され、ベンチ、公衆便所、駐輪場、駐車場がある。島式ホームの旧2・3番線を活用しているが、残されたのは旧構内踏切よりも土浦方の末端部分で当時の普通列車の乗車位置ではなく、さらに改修されているため当時の面影はない。
駅前のバスターミナルは「筑波山口」として引き続き利用されており、旧駅舎も関東鉄道つくば北営業所として再利用されている。

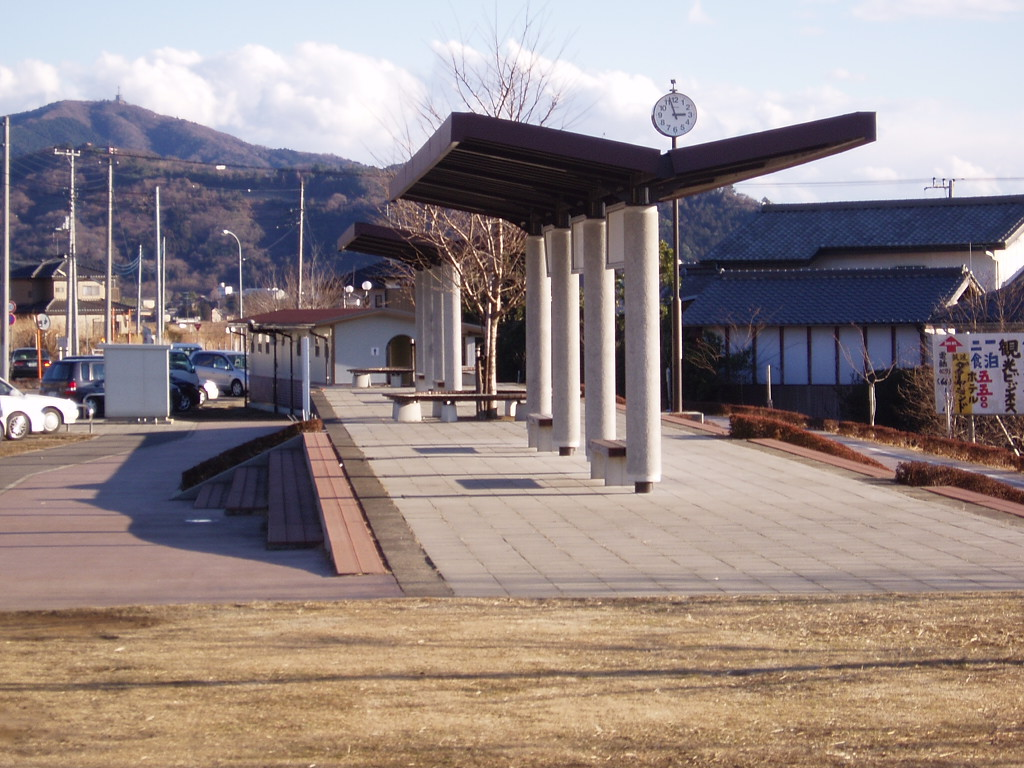
土浦方のホーム風休憩所（2006年1月） 島式ホームの末端部を改修して利用されている
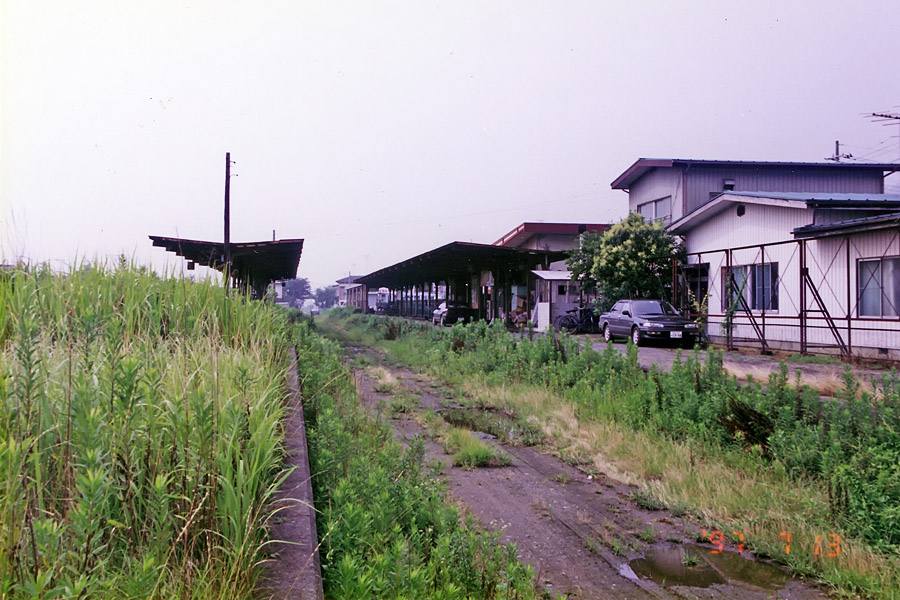
サイクリングロードとして改修前の筑波駅構内（1997年7月） 旧2・3番線ホームが残置されている
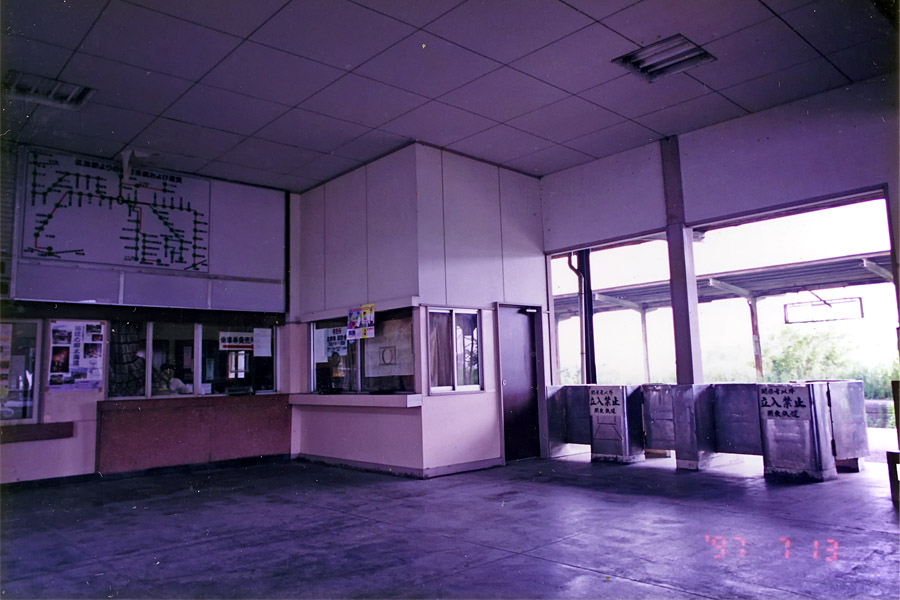
廃駅後の駅舎内部（1997年7月）

## 隣の駅
筑波鉄道
筑波線
常陸北条駅 - 筑波駅 - 上大島駅
- 1943年までは、常陸北条駅との間に常陸大貫駅が存在した。